# Grammoptera haematites
Grammoptera haematites là một loài bọ cánh cứng trong họ Cerambycidae.